# Pakistan i olympiska sommarspelen 1960
Pakistan deltog med 44 deltagare vid de olympiska sommarspelen 1960 i Rom. Totalt vann de en guldmedalj och en bronsmedalj.

## Medaljer

### Guld
- Abdul Hamid, Rashid Abdul, Abdul Waheed, Bashir Ahmad, Ghulam Rasul, Anwar Khan, Khursheed Aslam, Habib Ali Kiddie, Manzoor Hussain Atif, Mushtaq Ahmad, Motiullah, Naseer Bunda, Noor Alam och Munir Dar - Landhockey.

### Brons
- Muhammad Bashir - Brottning, fristil, weltervikt.